# Oleksiy Neïjpapa
Oleksiy Leonidovytch Neïjpapa (en ukrainien : Олексій Леонідович Неїжпапа), né le 9 octobre 1975 à Sébastopol, est un vice-amiral ukrainien et commandant de la marine ukrainienne.

## Biographie
Diplômé de l'institut naval de Sébastopol, en 1997 il est affecté à la frégate Sébastopol (en), en 2000 sur la corvette Loutsk (en) puis chef d'état-major sur le Slavoutytch (en). Commandant de la base navale du sud en 2006, il commande en 2008 la 1re brigade de navires de surface. En 2015, il est diplômé de l'Université de la défense nationale d'Ukraine (en).
Le 11 juin 2020, il est nommé commandant des forces navales. Contre-amiral au moment de l'invasion de l'Ukraine par la Russie de 2022, il est promu vice-amiral après le naufrage du croiseur russe Moskva.

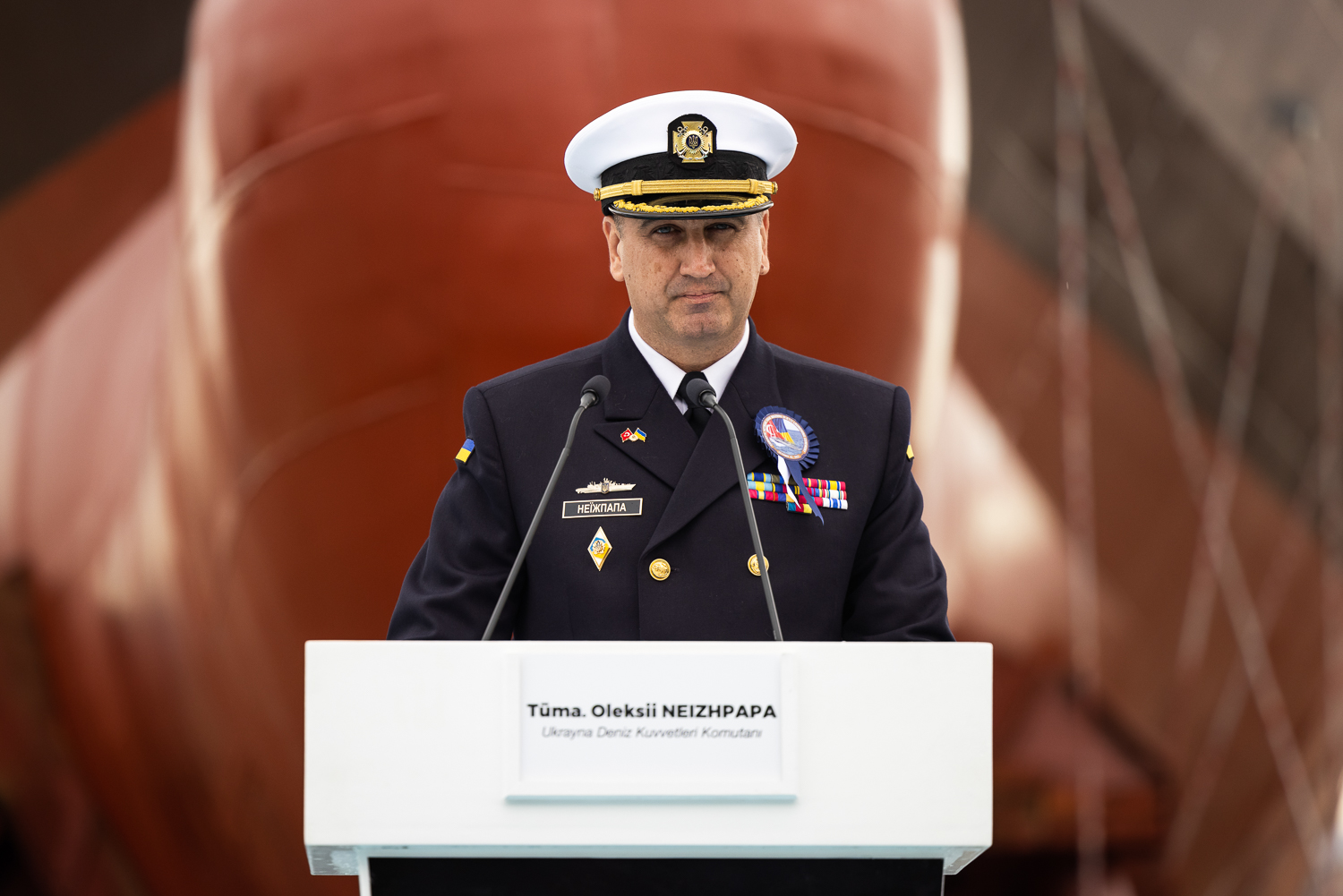
Lors du lancement de la corvette Hetman Ivan Mazepa.

## Référence
1. ↑  (ru) « Таран представил нового командующего ВМС », sur www.ukrinform.ru (consulté le 4 avril 2022)
2. ↑  (en-US) Kieran Corcoran, « Zelenskyy promotes Ukrainian naval commander in an apparent reward for sinking Russia Black Sea flagship », sur Business Insider (consulté le 24 avril 2022)